# Лелуш, Жиль
Жиль Лелуш (фр. Gilles Lellouche; род. 5 июля 1972, Кан, Франция) — французский актёр, режиссёр и сценарист. Начал свою карьеру как режиссёр, снялся в более чем 50 фильмах. Леллуш был трижды номинирован на премию «Сезар», а также получил специальную награду Каннского кинофестиваля «Приз Граса Савойе».

## Биография
Жиль Леллуш родился в Нормандии, мать — ирландка-католичка, отец — алжирский еврей, работал каменщиком, ювелиром, бухгалтером.
Окончив обучение на Курсах Флоран, Жиль Леллуш начал свою карьеру в кино как режиссёр короткометражных фильмов «2 minutes 36 de bonheur» и «Pourkoi… passkeu», а также снял несколько музыкальных клипов.

## Карьера
Снимался в фильмах Гийома Кане «Как скажешь» и «Не говори никому».
Играл в комедиях «Любовь в воздухе» и «Любовь на стороне», а вместе с Мари Жиллен — в фильме «Моя жизнь не комедия».
Его снимали Седрик Клапиш в фильме «Париж», Ариэль Зейтун в фильме «Бандиты в масках» и Жан-Поль Рув в фильме «Без зла, без крови, без ствола».
В 2010 году он сыграл свою первую главную драматическую роль в фильме «Маленькие секреты», за что был номинирован на премию «Сезар» как «Лучший актёр второго плана» и получил Приз Патрика Девара.
В 2018 году на Каннском фестивале состоялась премьера комедии Жиля Леллуша «Непотопляемые». В фильме сыграли такие знаменитые актёры, как Гийом Кане, Матьё Амальрик, Бенуа Пульворд, Жан-Юг Англад, Виржини Эфира, Лейла Бехти и Марина Фоис. Фильм был тепло принят критиками. Издание Screen Daily написало о нём так: «Непредсказуемая комедия, от которой публика определенно будет в восторге». В российский прокат картина выйдет 13 декабря.

## Личная жизнь
С 2002 по 2013 год Жиль состоял в отношениях с французской актрисой Мелани Дотей.
В 2017 году СМИ активно писали о романе Жиля Леллуша со знаменитой актрисой Моникой Беллуччи. Итальянка и француз появились вместе на гала-ужине Sidaction в Париже и ушли с мероприятия вместе.
Актёры Жан Дюжарден, Гийом Кане и актриса Марион Котийяр — лучшие друзья Леллуша.

## Избранная фильмография

#### Актёр
- 2001 — Моя жена — актриса / Ma femme est une actrice
- 2002 — Как скажешь / Mon idole
- 2003 — Влюбись в меня, если осмелишься / Jeux d’enfants
- 2005 — Неуловимый / Anthony Zimmer
- 2005 — Любовь в воздухе / Ma vie en l’air
- 2006 — Не говори никому / Ne le dis à personne
- 2007 — Комната смерти / La chambre des morts
- 2008 — Париж / Paris
- 2008 — Первый день оставшейся жизни / Le Premier Jour du reste de ta vie
- 2008 — Враг государства № 1 / L’instinct de mort
- 2009 — Маленькая зона турбулентности / Une petite zone de turbulences
- 2010 — Необычайные приключения Адель / Les aventures extraordinaires d’Adèle Blanc-Sec
- 2010 — Маленькие секреты / Les Petits Mouchoirs
- 2010 — В упор / À bout portant
- 2011 — Моя часть пирога / Ma part du gâteau
- 2012 — Право на «лево» / Les Infidèles
- 2012 — Тереза Д. / Thérèse Desqueyroux
- 2013 — Осведомитель / Gibraltar
- 2014 — Французский транзит / La French
- 2015 — Небо / Sky
- 2017 — Праздничный переполох / Le sens de la fête
- 2017 — Мозг Гиммлера зовётся Гейдрихом / HHhH
- 2017 — Бездна / Plonger
- 2018 — Усыновление / Pupille
- 2019 — Маленькие секреты большой компании / Nous finirons ensemble
- 2023 — Астерикс и Обеликс: Поднебесная / Astérix et Obélix: L'Empire du Milieu — Обеликс
- 2023 — Остров изгоев / Soudain seuls — Бен
- 2024 — И дети после них / Leurs enfants après eux — Патрик

#### Режиссер
- 2012 — Право на «лево» / Les Infidèles (сегмент Лас Вегас)
- 2018 — Непотопляемые / Le Grand Bain
- 2024 — Разбитые сердца  / L'Amour ouf